# 쿠라닐라우에
쿠라닐라우에(스페인어: Curanilahue)는 칠레 비오비오주 아라우코 현의 코무나이다.